# Cayaponia tayuya
La  tayuya (Cayaponia tayuya) es una enredadera que crece en la cuenca del río Amazonas, región sudamericana: Brasil, Bolivia, Ecuador y el Perú. 

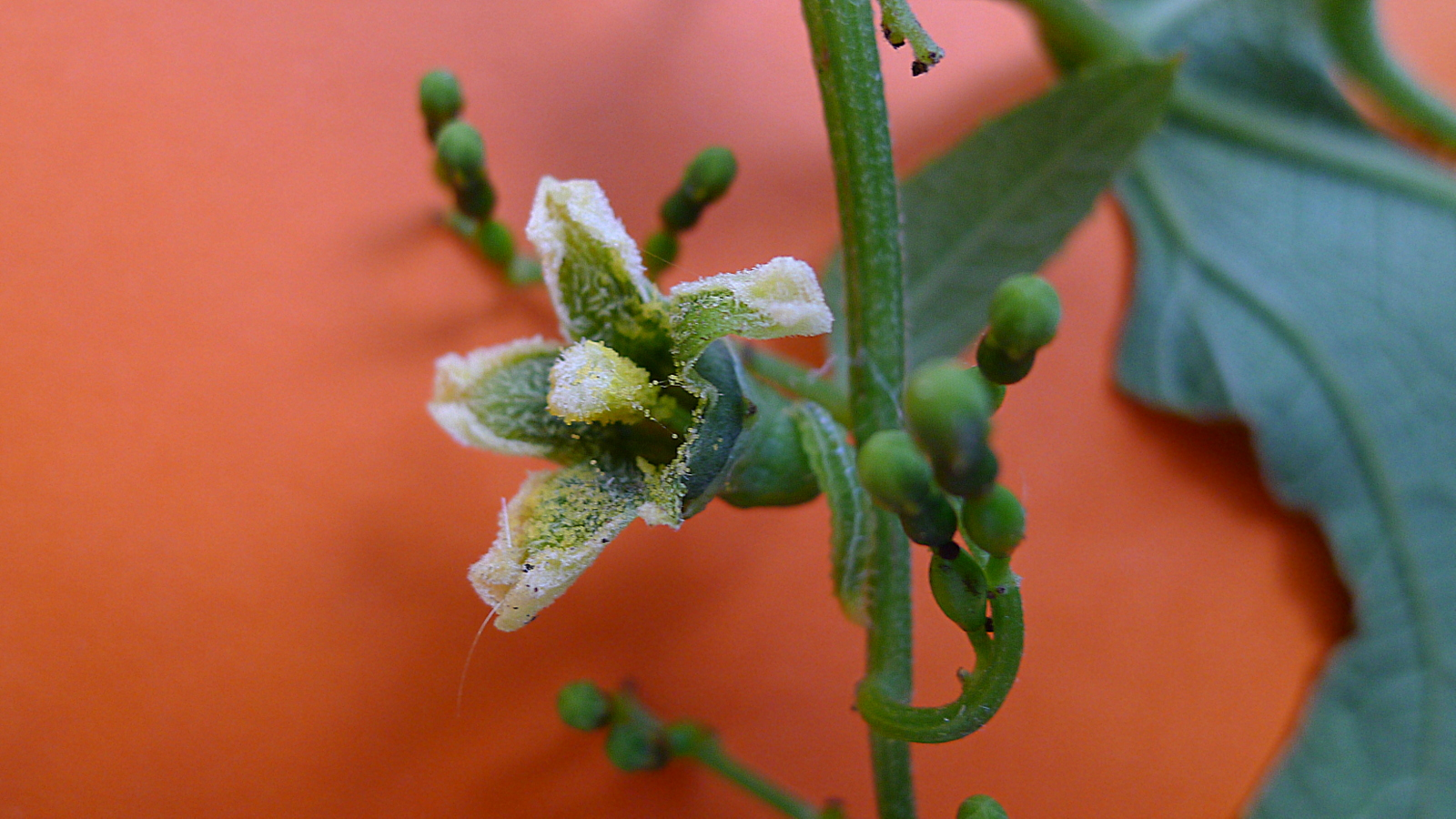
Flor

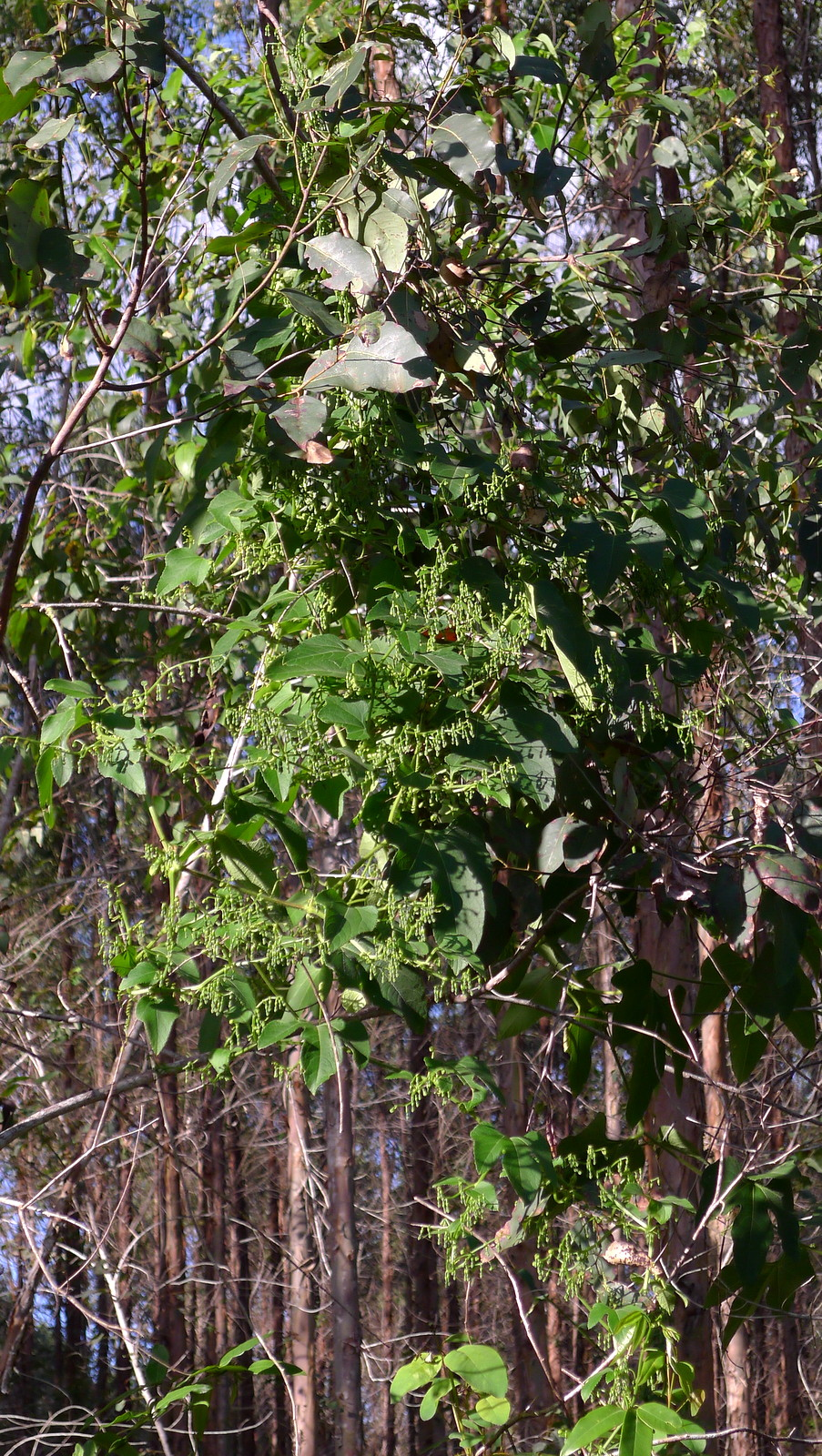
Vista de la planta

## Descripción
Puede alcanzar fácilmente 15 metros, con zarcillos muy tenaces. Hojas finamente pubescentes, de 15 cm x 11 cm; el envés es rasposo.

## Usos
Sus raíces se usan en medicina herbal.
Estudios en roedores (como modelos) han mostrado que varias cucurbitacinas aisladas de la tayuya tienen efectos útiles médicamente, tales como antiinflamatorios  reduciendo el daño de la artritis.

## Taxonomía
Cayaponia tayuya fue descrita por (Vell.) Cogn. y publicado en Monographiae Phanerogamarum 3: 772. 1881.
Sinónimos
- Allagosperma tayuya (Vell.) M.Roem.
- Alternasemina tayuia (Vell.) Silva Manso
- Arkezostis piauhiensis (Cogn.) Kuntze
- Arkezostis tayuya (Vell.) Kuntze
- Bryonia cordatifolia Goday Torres
- Bryonia cordifolia Walp.
- Bryonia tajuja Mart.
- Bryonia tayuya Vell.
- Cayaponia piauhiensis (Cogn.) Cogn.
- Trianosperma piauhiensis Cogn.
- Trianosperma tayuya Mart.[6]

## Nombre comunes
- Huansoco, aso, fransoco, zapote, sapota, leche caspi,  leche huayo, sorva, árbol de la vaca, popa, sorveira, perillo.